# Henckelia meijeri
Henckelia meijeri är en tvåhjärtbladig växtart som först beskrevs av Brian Laurence Burtt, och fick sitt nu gällande namn av A. Weber och Brian Laurence Burtt. Henckelia meijeri ingår i släktet Henckelia och familjen Gesneriaceae. Inga underarter finns listade i Catalogue of Life.